# Place de l'Escadrille-Normandie-Niémen
La place de l'Escadrille-Normandie-Niémen, est l'un des principaux carrefours de Bobigny.

## Situation et accès
Elle se trouve à l'intersection de:

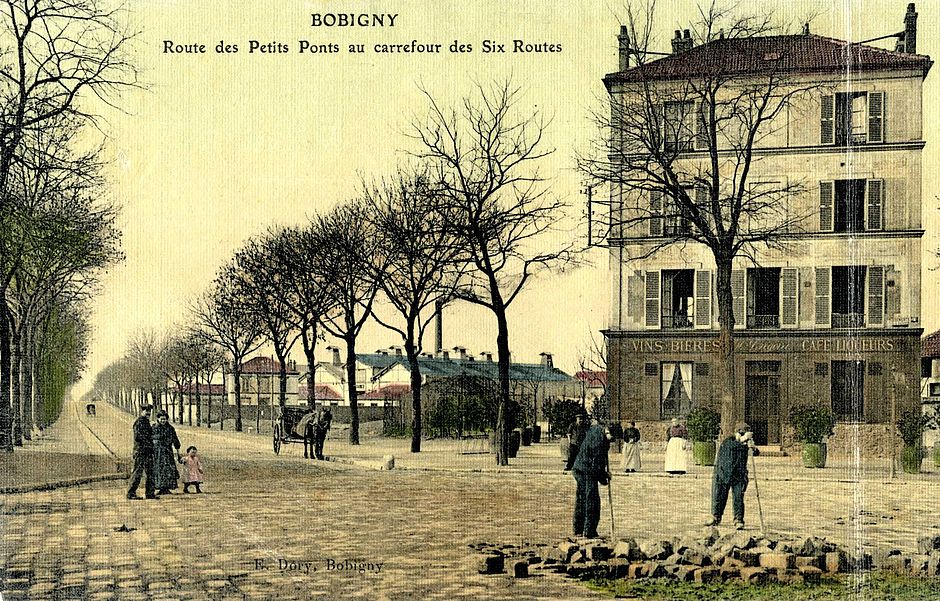
Route des Petits-Ponts, au carrefour des Six-Routes.

- l'avenue Henri-Barbusse (Départementale 115), ancienne route des Petits-Ponts;
- l'avenue Jean-Jaurès;
- l'avenue Paul-Vaillant-Couturier (Route nationale 186);
- l'avenue Louis-Aragon (Départementale 115);
- l'avenue Roger-Salengro;
- la rue de Stalingrad (Route nationale 186), ancienne route de Saint-Denis[2].

L'autoroute A86 passe aussi à cet endroit, par la Tranchée couverte de Bobigny-Drancy.

## Origine du nom
Le nom de la place honore l'escadrille de chasse « Normandie-Niémen », des Forces françaises libres, créée en 1942 et engagée en Union soviétique sur le front de l'Est.

## Historique

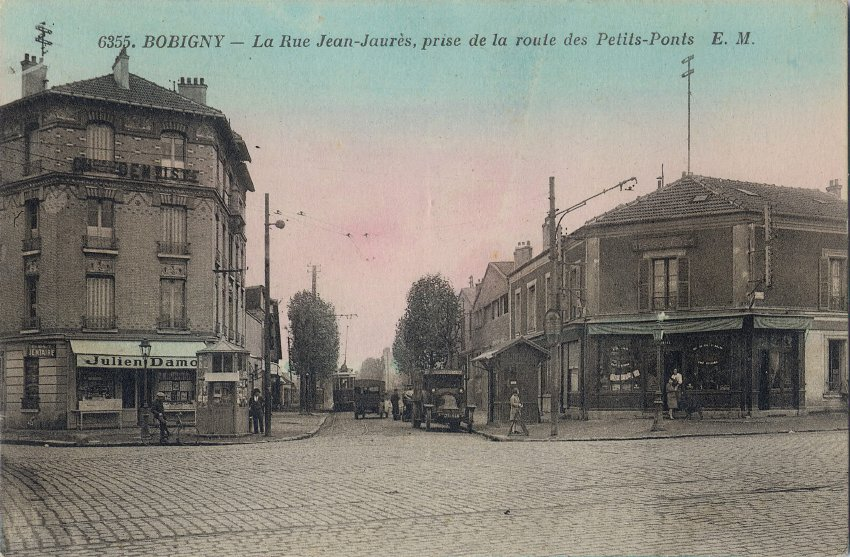
Carrefour des Six routes, rue Jean-Jaurès vue de la rue des Petits-Ponts.

Son ancien nom est le carrefour des six routes, dû à sa configuration, (À ne pas confondre avec les six routes de la Courneuve, aujourd'hui la place de l'Armistice).
Elle se trouve sur le passage de la route des Petits-Ponts, qui relie l'avenue de la Porte-de-Pantin à la Seine-et-Marne.
Bien que la place ait conservé sa configuration initiale, la plupart des anciens bâtiments ont été démolis lors du creusement du tunnel de la A86.

### Creusement de la tranchée
Le passage de la A86 est anticipé dès février 1974 en élargissant la RN186. L'ouvrage de franchissement du carrefour qui s'appelle encore carrefour des Six-Routes est mis en service en 1985 et intégré à l'autoroute, sans ses bretelles d'accès au réseau secondaire. L'ouverture de l'ouvrage se fait en 1998.

## Bâtiments remarquables et lieux de mémoire
Dans les environs se trouvait l'ancien marché des Six-Routes,.